# Джеймс Гедлі Чейз
Джеймс Гедлі Чейз (англ. James Hadley Chase справжнє ім'я — Рене Брабазон Реймонд англ. Rene Brabazon Raymond) — британський письменник.

## Біографія
Народився 24 грудня 1906 р. в Лондоні в родині офіцера-відставника. Навчався у королівській школі в Рочестері. У вісімнадцятирічному віці покинув рідну домівку. 1932 року одружився з Сильвією Рей, з якою мав сина. Під час Другої світової війни служив у Повітряних силах Великої Британії. 1956 року разом із сім'єю переїхав до Франції, а 1969 року — до Швейцарії, де вів розмірене життя на території комуни Корсо, поблизу Женевського озера. Помер 6 лютого 1985 року.

## Письменницька кар'єра
Залишивши рідну домівку у вісімнадцять років, Чейз почав займатися торгівлею, головним чином зосереджуючи увагу на книгах та літературі. Працюючи у книгарні, продавав дитячі енциклопедії. Перед тим, як розпочати письменницьку кар'єру та написати 90 детективних книг, Чейз також працював на книжкового оптовика. Серед його зацікавлень: фотографування, читання, класична музика та опера. Також складав надзвичайно важкі макети іграшок Meccano, відпочиваючи у такий спосіб від написання романів.
1938 року зробив перші спроби в написанні бойовика в дусі «пригоди американських гангстерів». Заборона продажу спиртних напоїв, а відтак Велика депресія (1929-39) спричинила напередодні Другої світової війни зріст уваги до чиказької гангстерської культури. Чейзів досвід роботи на книжковому ринку дозволив йому збагнути, що існує великий попит на гангстерські історії. Прочитавши про Ма Баркер та її синів, а також роман Джеймса Кейна «Листоноша завжди дзвонить двічі», Чейз за допомогою мап та словника американського сленгу написав роман «Орхідей для міс Блендіш не буде», який мав величезний успіх та став бестселером десятиліття. Роман послугував темою для есе Джорджа Орвелла «Раффлз та міс Блендіш». Невдовзі Чейз та Роберт Несбітт адаптували роман для театральної сцени, написавши однойменну п'єсу, яку ставили на Лондонському Вест-Енді. Через зображення насильства та сексу однойменну екранізацію 1948 року називали непристойною. 1971 року світ побачив фільм-ремейк Роберта Олдріча — «Банда Грісомів».
Під час Другої світової війни Чейз став редактором офіційного журналу Повітряних сил Великої Британії. У цей період Чейз написав незвичне для себе оповідання «Дзеркало у кімнаті 22» (англ. The Mirror in Room 22), що не мало нічого спільного з жанром кримінальної літератури. Події оповідання відбуваються у старому будинку, де поселилися офіцери ескадрильї. Колишній власник будинку наклав на себе руки у спальні, а два останні пожильці цієї кімнати також були знайдені мертвими з бритвою в руках та перерізаною горлянкою. Вінг-командер розповідає історію про те, як він голився у цій кімнаті перед дзеркалом, коли раптом побачив чуже обличчя. Примара піднесла до його горла бритву, але за словами вінг-командера: «Я користуюся станком для гоління, якби не користувався, то на мене би чекав нещасний випадок, особливо, якби я використовував старомодну небезпечну бритву». 1946 року оповідання увійшло до складу збірки оповідань Повітряних сил Великої Британії «Потік» (англ. Slipstream); надруковане під справжнім ім'ям письменника — Рене Реймонд.
У роки Другої світової війни Чейз потоваришував з Мерріл Пенітт (згодом стала редактором у TV Guide), яка дістала для нього словник американського сленгу, детальні мапи та довідники про американський злочинний світ. Дія багатьох романів Чейза відбувається в Америці, хоча письменник ніколи в ній не жив. Ретельно вивчивши американський сленг за словниками, життя — за довідниками, Чейз фактично скопіював схему американського детектива, іноді опускаючись до прямого плагіату. За це він одного разу був притягнутий до суду відомим Реймондом Чандлером і був визнаний винним. Чандлеру вдалося довести, що Чейз вдався до плагіату в романі «Реквієм блондинкам» (1945). Суд зобов'язав Чейза написати вибачення на сторінках британського журналу «The Bookseller». 1942 року британська влада заборонила його роман про торгівлю людьми «Міс Каллаган впадає у сум» (1941). Суд визнав письменника та видавництво «Jarrolds» винними у публікації непристойної книги та зобов'язав їх виплатити по 100 фунтів кожен. Під час судового розгляду Чейз заручився підтримкою письменників Геберта Бейтса та Джона Бетчемана.
Наприкінці Другої світової війни, Чейз загалом опублікував одинадцять романів та вирішив змінити свій письменницький підхід. Усі видані ним книги порівнювалися одна з одною, тому він вирішив залишити тему американських гангстерів та переключитися на лондонський злочинний світ, який виник внаслідок війни з німцями. Таким чином, 1947 року світ побачив роман «Небезпечніший за чоловіка» (англ. More Deadly Than the Male), який вийшов під псевдонімом Емброуз Грант у видавництві «Eyre and Spottiswoode».
В одному з розділів роману «Обережний вбивця» (англ. The Wary Transgressor, 1952) Чейзу вдалося створити яскравий образ фанатичного генерала. Згодом письменник Ганс Геллмут Кірст вдався до плагіату та скопіював цю частину Чейзового твору до свого найвідомішого роману «Ніч генералів». 1967 року вийшла однойменна екранізація роману з Пітером О'Тулом у головній ролі — «Ніч генералів». Після того, як Чейз пригрозив судовим позовом, Кірст та кінокомпанія «Columbia Pictures» визнали Чейзову оригінальну ідею, яка лягла в основу книги та однойменної екранізації.
1962 року світ побачила італійсько-французька екранізація роману «Ів» — «Єва »; режисером стрічки став Джозеф Лоузі. Роман досліджував психологічні аспекти діяльності повії (з дозволу своєї дружини, Чейз найняв «леді ночі», яка б за 5 фунтів та добрий ланч дозволила йому поритися у її мізках). Незважаючи на те, що події роману відбуваються в Америці, екранізація переносить нас до Венеції, де Стенлі Бейкер у ролі валлійського письменника закохується у холоднокровну фатальну жінку.

## Стиль
Сюжет його романів настільки динамічний, що читач невпинно гортає сторінку за сторінкою, допоки книга не добіжить кінця. На останніх сторінках на нас зазвичай чекає неочікуваний сюжетний поворот, який не залишає байдужими навіть найвірніших прихильників творчості письменника. У його ранніх романах простежується зображення насильства, що цілком природно, зважаючи на час, коли вони були написані. Згодом його книги стали менш різкими, оскільки сюжет більше сконцентрував свою увагу на побічних деталях, щоб створити високий ступінь напруги, що є основною ознакою творчості письменника.
У Чейза є декілька сюжетів, що описують те, як головний персонаж намагається розбагатіти, вчинивши злочин (страхове шахрайство, крадіжка). Однак, такий план неодмінно зазнає невдачі, відбувається вбивство, а головний персонаж потрапляє у глухий кут без надії вийти сухим із води. Жінки зазвичай зображені красивими, розумними та віроломними; аби приховати злочин вони навіть готові піти на вбивство. У центрі сюжету типової історії письменника — неблагополучні сім'ї, а головна розв'язка зазвичай вказує на назву книги.
У багатьох романах письменника важливу роль виконують віроломні жінки. Головний персонаж закохується у таку жінку, а згодом готовий заради неї піти на вбивство. Вчинивши злочин, персонаж починає усвідомлювати, що його кохана маніпулювала ним заради своєї власної вигоди.

## Твори

### Джеймс Гедлі Чейз
| Рік вид. | Оригінальна назва                     | Український переклад                                                             | Перекладач                        | Серія            | Екранізації                                                 | Примітки                                      |
| -------- | ------------------------------------- | -------------------------------------------------------------------------------- | --------------------------------- | ---------------- | ----------------------------------------------------------- | --------------------------------------------- |
| 1939     | No Orchids for Miss Blandish          | Орхідей для міс Блендіш не буде (2017, НК Богдан)                                |                                   | Dave Fenner, 1   | No Orchids for Miss Blandish (1948) The Grissom Gang (1971) | Інша назва: The Villain And the Virgin        |
| 1940     | Twelve Chinks and a Woman             | Дванадцять китайців і жінка (2017, НК Богдан)                                    | Ірина Бондаренко                  | Dave Fenner, 2   |                                                             | Інша назва: The Doll's Bad News               |
| 1949     | You're Lonely When You're Dead        | —                                                                                | —                                 | Vic Malloy, 1    |                                                             |                                               |
| 1950     | Figure It Out for Yourself            | —                                                                                | —                                 | Vic Malloy, 2    |                                                             | Інша назва: The Marijuana Mob                 |
| 1950     | Lay Her Among the Lilies              | Покладіть її серед лілій (2017, НК Богдан)                                       | Ірина Бондаренко                  | Vic Malloy, 3    | Die Katze im Sack (1965)                                    | Інша назва: Too Dangerous to Be Free          |
| 1952     | The Double Shuffle                    | —                                                                                | —                                 | Steve Harmas, 1  |                                                             |                                               |
| 1956     | There's Always a Price Tag            | —                                                                                | —                                 | Steve Harmas, 2  | Retour de manivelle (1957) Maharathi (2008)                 |                                               |
| 1959     | Shock Treatment                       | —                                                                                | —                                 | Steve Harmas, 3  | Ek Nari Do Roop (1973) Joshila (1973)                       |                                               |
| 1963     | Tell It to the Birds                  | —                                                                                | —                                 | Steve Harmas, 4  |                                                             |                                               |
| 1968     | An Ear to the Ground                  | —                                                                                | —                                 | Steve Harmas, 5  |                                                             |                                               |
| 1964     | The Soft Centre                       | —                                                                                | —                                 | Frank Terrell, 1 |                                                             |                                               |
| 1965     | The Way the Cookie Crumbles           | —                                                                                | —                                 | Frank Terrell, 2 | Trop petit mon ami (1970)                                   |                                               |
| 1967     | Well Now, My Pretty                   | —                                                                                | —                                 | Frank Terrell, 3 |                                                             |                                               |
| 1968     | Believed Violent                      | —                                                                                | —                                 | Frank Terrell, 4 | Présumé dangereux (1990)                                    |                                               |
| 1970     | There's a Hippie On the Highway       | —                                                                                | —                                 | Frank Terrell, 5 |                                                             |                                               |
| 1965     | This Is for Real                      | —                                                                                | —                                 | Mark Girland, 1  |                                                             |                                               |
| 1966     | You Have Yourself a Deal              | —                                                                                | —                                 | Mark Girland, 2  | The Blonde from Peking (1968)                               |                                               |
| 1967     | Have This One On Me                   | —                                                                                | —                                 | Mark Girland, 3  |                                                             |                                               |
| 1969     | The Whiff of Money                    | —                                                                                | —                                 | Mark Girland, 4  |                                                             |                                               |
| 1971     | An Ace Up My Sleeve                   | —                                                                                | —                                 | Helga Rolfe, 1   | Crime and Passion (1976)                                    |                                               |
| 1975     | The Joker in the Pack                 | —                                                                                | —                                 | Helga Rolfe, 2   |                                                             |                                               |
| 1977     | I Hold the Four Aces                  | У мене на руках чотири тузи (2021, НК Богдан)                                    | Ірина Бондаренко                  | Helga Rolfe, 3   |                                                             |                                               |
| 1971     | Like a Hole in the Head               | —                                                                                | —                                 | Tom Lepski, 1    |                                                             |                                               |
| 1973     | Have a Change of Scene                | —                                                                                | —                                 | Tom Lepski, 2    |                                                             |                                               |
| 1977     | Consider Yourself Dead                | —                                                                                | —                                 | Tom Lepski, 3    |                                                             |                                               |
| 1980     | Try This One for Size                 | —                                                                                | —                                 | Tom Lepski, 4    |                                                             |                                               |
| 1984     | Hit Them Where It Hurts               | —                                                                                | —                                 | Tom Lepski, 5    |                                                             |                                               |
| 1939     | The Dead Stay Dumb                    | —                                                                                | —                                 | —                |                                                             | Інша назва: Kiss My Fist!                     |
| 1941     | Get a Load of This                    | —                                                                                | —                                 | —                |                                                             |                                               |
| 1941     | Miss Callaghan Comes to Grief         | —                                                                                | —                                 | —                | Méfiez-vous fillettes (1957)                                |                                               |
| 1944     | Miss Shumway Waves a Wand             | Міс Шамвей і чорна магія (1991, Всесвіт) Міс Шамвей та її чари (2021, НК Богдан) | Юрій Попсуєнко; Ірина Кобилінська | —                | Une blonde comme ça (1962) Rough Magic (1995)               |                                               |
| 1945     | Eve                                   | —                                                                                | —                                 | —                | Eva (1962) Eva (2018)                                       |                                               |
| 1946     | I'll Get You for This                 | —                                                                                | —                                 | —                | I'll Get You for This (1951)                                |                                               |
| 1947     | The Last Page                         | —                                                                                | —                                 | —                | The Last Page (1952)                                        | П’єса                                         |
| 1948     | The Flesh of the Orchid               | —                                                                                | —                                 | —                | La Chair de l'orchidée (1975)                               |                                               |
| 1949     | You Never Know with Women             | —                                                                                | —                                 | —                |                                                             |                                               |
| 1951     | Strictly for Cash                     | Лише через гроші (2021, НК Богдан)                                               | Юрій Вітяк                        | —                |                                                             |                                               |
| 1952     | The Fast Buck                         | —                                                                                | —                                 | —                |                                                             |                                               |
| 1953     | I'll Bury My Dead                     | Я сам поховаю своїх мертвих (2018, НК Богдан)                                    |                                   | —                |                                                             |                                               |
| 1953     | This Way for a Shroud                 | —                                                                                | —                                 | —                |                                                             |                                               |
| 1954     | Safer Dead                            | —                                                                                | —                                 | —                |                                                             | Інша назва: Dead Ringer                       |
| 1954     | Tiger By the Tail                     | —                                                                                | —                                 | —                | The Man in the Raincoat (1957)                              |                                               |
| 1955     | You've Got It Coming                  | —                                                                                | —                                 | —                |                                                             |                                               |
| 1957     | The Guilty Are Afraid                 | —                                                                                | —                                 | —                |                                                             |                                               |
| 1958     | Not Safe to Be Free                   | —                                                                                | —                                 | —                | Le Démoniaque (1968)                                        | Інша назва: The Case of the Strangled Starlet |
| 1959     | The World in My Pocket                | Весь світ в кишені (2018, НК Богдан)                                             |                                   | —                | World in My Pocket (1961)                                   |                                               |
| 1960     | Come Easy, Go Easy                    | —                                                                                | —                                 | —                | Chair de poule (1963)                                       |                                               |
| 1960     | What's Better Than Money?             | —                                                                                | —                                 | —                |                                                             |                                               |
| 1961     | Just Another Sucker                   | —                                                                                | —                                 | —                | Dans la gueule du loup (1961) Bullet (1976) Palmetto (1998) |                                               |
| 1961     | A Lotus for Miss Quon                 | —                                                                                | —                                 | —                | Lotus Flowers for Miss Quon (1967)                          |                                               |
| 1962     | A Coffin from Hong Kong               | Труна з Гонконгу (2018, НК Богдан)                                               |                                   | —                | Coffin from Hong Kong (1964)                                |                                               |
| 1962     | I Would Rather Stay Poor              | —                                                                                | —                                 | —                | The Catamount Killing (1974)                                |                                               |
| 1963     | One Bright Summer Morning             | —                                                                                | —                                 | —                | Crime on a Summer Morning (1965)                            |                                               |
| 1966     | Cade                                  | —                                                                                | —                                 | —                |                                                             |                                               |
| 1969     | The Vulture Is a Patient Bird         | Стерв’ятник — птах терплячий (2017, НК Богдан)                                   |                                   | —                | Shalimar (1978)                                             |                                               |
| 1970     | Like a Hole in the Head               | —                                                                                | —                                 | —                |                                                             |                                               |
| 1971     | Want to Stay Alive?                   | Хочеш жити? (2020, НК Богдан)                                                    | Ірина Кобилінська                 | —                | Le Denier du colt (1990)                                    |                                               |
| 1972     | Just a Matter of Time                 | —                                                                                | —                                 | —                | Pas folle la guêpe (1972)                                   |                                               |
| 1972     | You're Dead Without Money             | —                                                                                | —                                 | —                |                                                             |                                               |
| 1973     | Have a Change of Scene                | —                                                                                | —                                 | —                |                                                             |                                               |
| 1973     | Knock, Knock! Who's There?            | —                                                                                | —                                 | —                |                                                             |                                               |
| 1974     | Three of Spades                       | —                                                                                | —                                 | —                |                                                             |                                               |
| 1974     | So What Happens to Me?                | —                                                                                | —                                 | —                |                                                             |                                               |
| 1974     | Goldfish Have No Hiding Place         | —                                                                                | —                                 | —                |                                                             |                                               |
| 1975     | So Soon To Die                        | —                                                                                | —                                 | —                |                                                             |                                               |
| 1975     | Believe This, You'll Believe Anything | —                                                                                | —                                 | —                |                                                             |                                               |
| 1976     | Do Me a Favour, Drop Dead             | —                                                                                | —                                 | —                |                                                             |                                               |
| 1977     | My Laugh Comes Last                   | —                                                                                | —                                 | —                | The Set-Up (1995)                                           |                                               |
| 1978     | Consider Yourself Dead                | —                                                                                | —                                 | —                |                                                             |                                               |
| 1979     | You Must Be Kidding                   | —                                                                                | —                                 | —                |                                                             |                                               |
| 1979     | A Can of Worms                        | —                                                                                | —                                 | —                |                                                             |                                               |
| 1980     | You Can Say That Again                | —                                                                                | —                                 | —                |                                                             |                                               |
| 1980     | Try This One for Size                 | —                                                                                | —                                 | —                | Try This One for Size (1989)                                |                                               |
| 1981     | Hand Me a Fig Leaf                    | —                                                                                | —                                 | —                |                                                             |                                               |
| 1982     | Have a Nice Night                     | —                                                                                | —                                 | —                | Passez une bonne nuit (1990)                                |                                               |
| 1982     | We'll Share a Double Funeral          | —                                                                                | —                                 | —                |                                                             |                                               |
| 1983     | Not My Thing                          | —                                                                                | —                                 | —                |                                                             |                                               |
| 1984     | Hit Them Where It Hurts               | —                                                                                | —                                 | —                |                                                             |                                               |

### Реймонд Маршал
| Рік вид. | Оригінальна назва          | Український переклад                   | Перекладач       | Екранізації                                  | Примітки                |
| -------- | -------------------------- | -------------------------------------- | ---------------- | -------------------------------------------- | ----------------------- |
| 1940     | Lady, Here's Your Wreath   | Ось ваш вінець, леді (2020, НК Богдан) | Євген Онуфрієнко |                                              |                         |
| 1944     | Just the Way It Is         | Отак воно й буває (2021, НК Богдан)    | Євген Онуфрієнко |                                              |                         |
| 1946     | Blonde's Requiem           | Реквієм блондинкам (2017, НК Богдан)   | Ірина Бондаренко |                                              |                         |
| 1946     | Make the Corpse Walk       | —                                      | —                |                                              |                         |
| 1947     | No Business of Mine        | Це не моя справа (2020, НК Богдан)     | Ірина Бондаренко |                                              |                         |
| 1948     | Trusted Like the Fox       | —                                      | —                |                                              |                         |
| 1949     | The Paw in the Bottle      | —                                      | —                |                                              |                         |
| 1950     | Mallory                    | Меллорі (2020, НК Богдан)              | Євген Онуфрієнко |                                              |                         |
| 1951     | But a Short Time to Live   | —                                      | —                | A Little Virtuous (1968)                     | Інша назва: The Pick-up |
| 1951     | In a Vain Shadow           | —                                      | —                |                                              |                         |
| 1951     | Why Pick On Me?            | —                                      | —                |                                              |                         |
| 1952     | The Wary Transgressor      | —                                      | —                |                                              |                         |
| 1953     | The Things Men Do          | —                                      | —                | Ça n'arrive qu'aux vivants (1959)            |                         |
| 1954     | Mission to Venice          | —                                      | —                | Mission to Venice (1964)                     |                         |
| 1954     | The Sucker Punch           | —                                      | —                | A Kiss for a Killer (1957)Aar Ya Paar (1997) |                         |
| 1955     | Mission to Siena           | —                                      | —                | Waiting Room to the Beyond (1964)            |                         |
| 1955     | Ruthless                   | —                                      | —                |                                              |                         |
| 1956     | You Find Him, I'll Fix Him | —                                      | —                | Les Canailles (1960)                         |                         |
| 1957     | Never Trust a Woman        | —                                      | —                |                                              |                         |
| 1958     | Hit and Run                | —                                      | —                | Délit de fuite (1959) Rigged (1985)          |                         |

### Джеймс Л. Догерті
| Рік вид. | Оригінальна назва    | Український переклад | Екранізації | Примітки |
| -------- | -------------------- | -------------------- | ----------- | -------- |
| 1939     | He Won't Need It Now | —                    |             |          |

### Амброз Ґрант
| Рік вид. | Оригінальна назва         | Український переклад | Екранізації | Примітки |
| -------- | ------------------------- | -------------------- | ----------- | -------- |
| 1946     | More Deadly Than the Male | —                    |             |          |

## Видання
Найкращим ринком збуту для Чейза стала Франція (більш ніж 30 книг автора екранізовано), де усі 90 романів письменника вийшли у видавництві «Галлімар». Чейз здобув популярність й на інших книжкових ринках Європи, а також в Африці та Азії. Чейзові романи не користувалися великим успіхом на американському книжковому ринку, частково через те, що американці вбачали деяку непереконливість у деталях зображення їхньої країни. 2017 року українське видавництво «Навчальна книга — Богдан» започаткувало книжкову серію «Чейзіана».

## Адаптації
Латиські кінематографісти створили за його повістю телефільм «Міраж» (1983, 3 с). На Київській кіностудії ім. О. П. Довженка за його романами знято кінокартини «Бухта смерті» (1991), «Викрадення» (1992), в Російській Федерації — «Казино», «Він своє отримає» (1992).

## Переклади українською
- Джеймс Гедлі Чейз. Міс Шамвей і чорна магія / Джеймс Хедлі Чейз ; з англ. пер. Юрій Попсуєнко // Всесвіт. — 1991. — № 6. — С. 80—175.
- Джеймс Гедлі Чейз. Стерв’ятник – птах терплячий / пер. з анг. ?. — Тернопіль : Навчальна книга — Богдан, 2017. — 232 с. — ISBN 978-966-10-5235-1.
- Джеймс Гедлі Чейз. Орхідей для міс Блендіш не буде / пер. з анг. ?. — Тернопіль : Навчальна книга — Богдан, 2017. — 232 с. — ISBN 978-966-10-5264-1.
- Джеймс Гедлі Чейз. Реквієм блондинкам / пер. з анг. Ірина Бондаренко. — Тернопіль : Навчальна книга — Богдан, 2017. — 280 с. — ISBN 978-966-10-5095-1.
- Джеймс Гедлі Чейз. Дванадцять китайців і жінка / пер. з анг. Ірина Бондаренко. — Тернопіль : Навчальна книга — Богдан, 2017. — 208 с. — ISBN 978-966-10-5109-5.
- Джеймс Гедлі Чейз. Покладіть її серед лілій / пер. з анг. Ірина Бондаренко. — Тернопіль : Навчальна книга — Богдан, 2017. — 272 с. — ISBN 978-966-10-5155-2.
- Джеймс Гедлі Чейз. Весь світ в кишені / пер. з анг. ?. — Тернопіль : Навчальна книга — Богдан, 2018. — 248 с. — ISBN 978-966-10-5320-4.
- Джеймс Гедлі Чейз. Я сам поховаю своїх мертвих / пер. з анг. ?. — Тернопіль : Навчальна книга — Богдан, 2018. — 256 с. — ISBN 978-966-10-5268-9.
- Джеймс Гедлі Чейз. Труна з Гонконгу / пер. з анг. ?. — Тернопіль : Навчальна книга — Богдан, 2018. — 192 с. — ISBN 978-966-10-5314-3.